# Banyukembar
Banyukembar is een bestuurslaag in het regentschap Wonosobo van de provincie Midden-Java, Indonesië. Banyukembar telt 2610 inwoners (volkstelling 2010).